# Remilly-les-Pothées
Remilly-les-Pothées település Franciaországban, Ardennes megyében. Lakosainak száma 263 fő (2022. január 1.). Remilly-les-Pothées Ham-les-Moines, Murtin-et-Bogny, Neufmaison, Rouvroy-sur-Audry, Saint-Marcel és Sormonne községekkel határos.

## Népesség
A település népessége az elmúlt években az alábbi módon változott:
| Lakosok száma | 199  | 193  | 211  | 261  | 238  | 245  | 254  | 251  | 255  | 263  |
|               | 1968 | 1982 | 1990 | 2006 | 2013 | 2015 | 2017 | 2019 | 2020 | 2022 |